# Valle di Amplero
La Valle di Amplero è un'area geografica della Marsica, in Abruzzo, che si estende a nord est del territorio comunale di Collelongo (AQ). Non distante dal perimetro esterno del parco nazionale d'Abruzzo, Lazio e Molise, confina a nord con l'area montuosa inclusa tra i comuni di Ortucchio e Trasacco, che separa la piana del Fucino dalla Vallelonga, e a sud con il territorio comunale di Villavallelonga.

## Storia

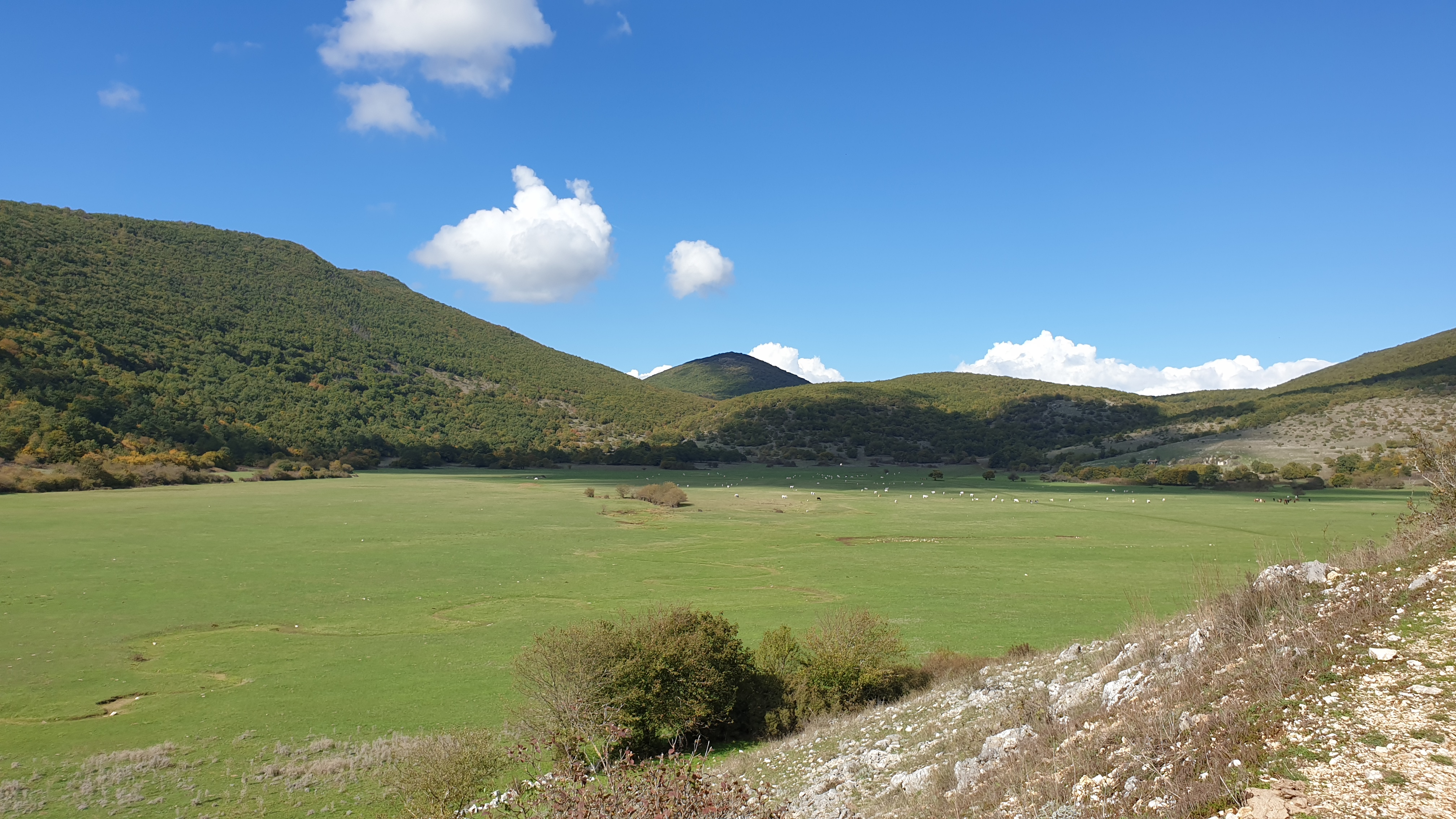
Veduta della valle

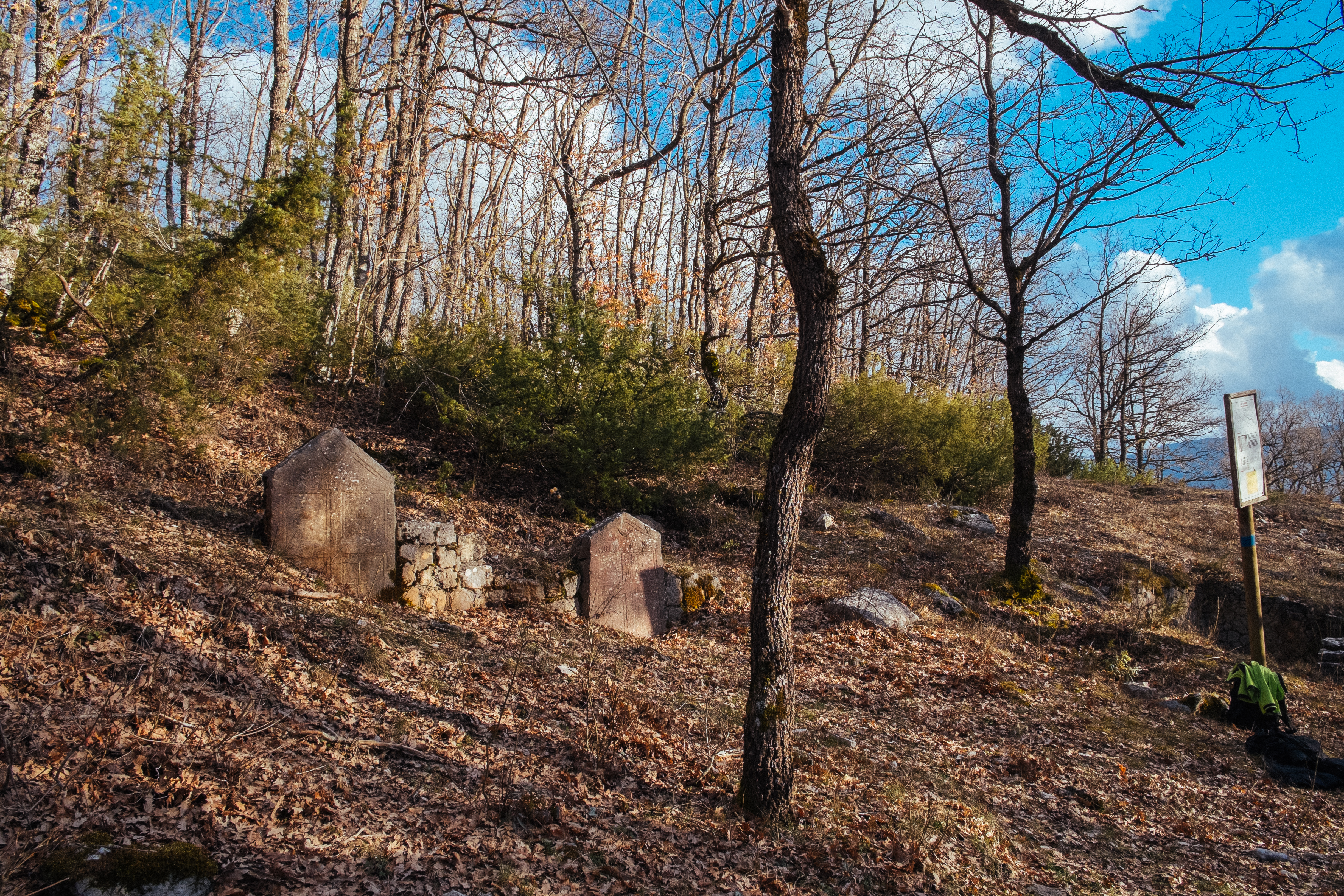
Le stele della necropoli del Cantone

L'area d'interesse archeologico oltre che naturalistico, dominata dal monte Annamunna (1 233 m s.l.m.), risulta popolata già in epoca italica. L'area archeologica, situata lungo un anello di circa nove chilometri e riconducibile in epoca preromana all'età del bronzo, venne popolata dai Marsi fino all'età tardo-repubblicana. La dolina e l'area carsica di Amplero, insieme ad altre zone della Vallelonga, fu fortificata anche con il fine di segnare e difendere il confine dei Marsi con i Volsci, stanziati nella limitrofa valle del Liri e a Sora.
Il villaggio di San Castro di Amplero subì presumibilmente la distruzione nel corso della Prima guerra sannitica. Ricostruito ed ampliato, fino a raggiungere circa 18 ettari nel corso del III secolo a.C., fu abbandonato in modo progressivo dopo la guerra sociale, tanto che quasi tutti i suoi abitanti si spostarono ad Arciprete, nei pressi della contemporanea Ortucchio o in altri nuclei sparsi della Vallelonga.
I reperti furono scoperti e segnalati per la prima volta nella metà dell'Ottocento. L'area fu indagata al termine del secolo, mentre a cominciare dal 1968 in località La Giostra (1 093 m s.l.m.) fu l'Università di Pisa, attraverso l'operato dei professori Paolo Enrico Arias, Cesare Letta ed altri archeologi, ad effettuare le prime operazioni di scavo seguite da ricerche e studi che nei decenni successivi permisero di far tornare alla luce l'architettura urbanistica dei centri fortificati, in particolare del vicus di La Giostra, del vicus e della necropoli di San Castro e della necropoli tardo-repubblicana della valle del Cantone.

## Monumenti e luoghi d'interesse

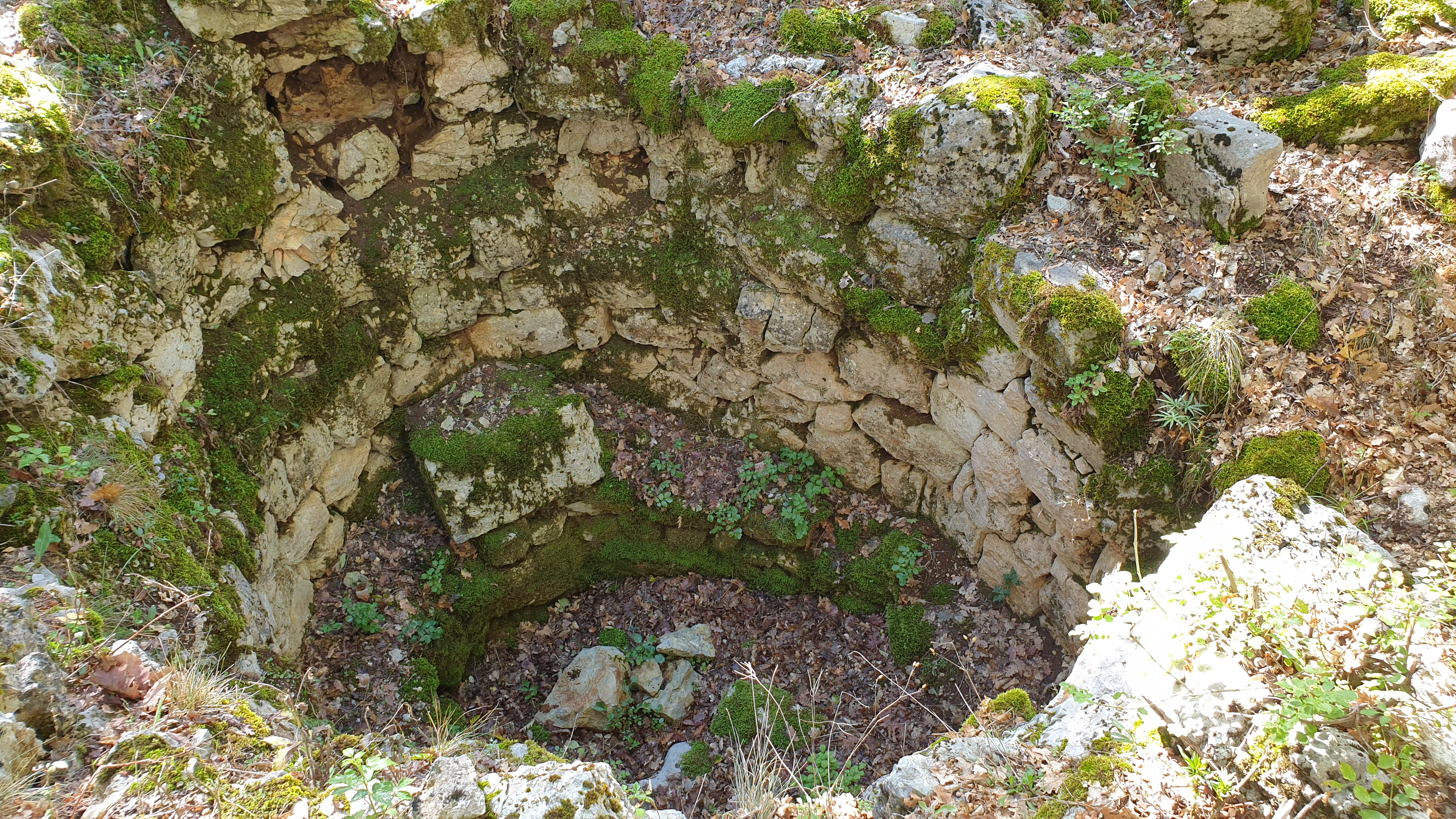
Cisterna per l'approvvigionamento dell'acqua (La Giostra)

### Complesso archeologico
Vicus La GiostraNucleo fortificato situato lungo un'altura a ridosso del monte Annamunna, oltre il rifugio Aranello (959 m s.l.m.). Di forma ovoidale si estende lungo un'opera muraria di circa 350 metri. Domina il pendio di San Castro e le piccole convalli del Cantone e di Tristeri. Il complesso templare, composto di due edifici, è affiancato da un deposito votivo e da una cisterna.
Necropoli del CantoneAgglomerato di oltre cinquanta tombe a camera e lapidi situato sul colle opposto a La Giostra. Risale all'epoca tardo-repubblicana. Dalla tomba numero 14, l'unica dotata di dromos ricavato nella roccia, sono state ritrovate le oltre 700 parti che compongono il Letto di Amplero, datato tra la fine del II e l'inizio del I secolo a.C. e ospitato nel museo archeologico nazionale d'Abruzzo a Chieti, mentre la copia riprodotta nel 1996 dai Fratelli Fubelli di Roma è esposta nel museo civico archeologico di palazzo Botticelli a Collelongo".
Vicus e necropoli presso San CastroArea archeologica di San Castro, toponimo corrotto di San Casto a cui era dedicata una chiesa (Sancti Casti), situata a sud della convalle del Cantone risalente all'epoca italico-romana. Tra i reperti tornati alla luce c'è la parte inferiore della scultura italica denominata "Le gambe del diavolo", anch'essa esposta al museo nazionale d'Abruzzo. In località La Cava si trovano le tombe di diverso tipo come quelle a cappuccina riconducibili approssimativamente alla metà del II secolo d.C. La necropoli è situata in località Pietraia-La Cava di San Castro a 929 m s.l.m.
Siti limitrofiVicus di Fonte Jò risalente all'età del bronzo. Nelle località di Fonte di Sotto e Fonte Elia ci sono i resti di insediamenti umani risalenti all'età del bronzo e in parte all'epoca medievale e i ruderi della chiesa di Sant'Elia (Sancti Heliae). A Civita Rosa di Colle Colubrica, in località La Scodata, a Colle della Croce e a Colle Stazzo Pavone sono visibili le tracce dei centri fortificati, degli edifici di culto e delle necropoli degli ocres della Scodata e di Castelluccio-Torricelle, oltre alla fattoria italico-romana di Pozzo Maianone. La villa romana di epoca imperiale di Volubre è posta al confine con il territorio montano di Trasacco.